# Pride of Lions (band)
Pride of Lions is een Amerikaanse AOR-band die in 2003 opgericht werd door Jim Peterik, toetsenist van Survivor.

## Samenstelling
- Toby Hitchcock - zang
- Jim Peterik - zang, gitaar, keyboard
- Mike Aquino - gitaar
- Klem Hayes - bas
- Christian Cullen - keyboard
- Ed Breckenfeld - percussie

## Discografie

### Albums
- 2003 - Pride of Lions
- 2004 - The Destiny Stone
- 2007 - The Roaring of Dreams
- 2012 - Immortal
- 2017 - Fearless
- 2020 - Lion Heart
- 2023 - Dream Higher

### Live
- 2006 - Live in Belgium